# Likavka
Likavka este o comună slovacă, aflată în districtul Ružomberok din regiunea Žilina, pe malul râului Likavka⁠(d). Localitatea se află la altitudinea de 520 m deasupra n.m., se întinde pe o suprafață de 18,26 km2 și în 2017 număra 3.042 de locuitori. Se învecinează cu comuna Valaská Dubová.

## Istoric
Localitatea Likavka este atestată documentar din 1315.

## Demografie
| An:                | 1994 | 2004   | 2014   | 2024   |
| ------------------ | ---- | ------ | ------ | ------ |
| Număr de persoane: | 2870 | 3012   | 3045   | 2846   |
| Diferență:         |      | +4,94% | +1,09% | −6,53% |

| An:                | 2023 | 2024   |
| ------------------ | ---- | ------ |
| Număr de persoane: | 2898 | 2846   |
| Diferență:         |      | −1,79% |